# Sebastian Vogel (Staatssekretär)
Sebastian Vogel (* 21. August 1979 in Dresden) ist ein deutscher Politiker (SPD) und ehemaliger politischer Beamter. Vom Juli 2021 bis August 2023 war er Staatssekretär im Sächsischen Staatsministerium für Soziales und Gesellschaftlichen Zusammenhalt.

## Leben
Vogel wuchs im Erzgebirge auf. Er studierte Politikwissenschaft sowie Neuere und Neueste Geschichte an der Technischen Universität Dresden. Seit 2002 ist er Mitglied der Sozialdemokratischen Partei Deutschlands, er engagiert sich ehrenamtlich in der humanitären Hilfe für Osteuropa. Er war Mitarbeiter im Abgeordnetenbüro von Martin Dulig im Sächsischen Landtag. Anschließend war er als wissenschaftlicher Mitarbeiter im Deutschen Bundestag tätig, ehe er 2008 Regionalgeschäftsführer beim SPD-Landesverband Sachsen wurde; 2010 übernahm er dort den Posten des  Landesgeschäftsführers. Nach einem Wechsel in das Sächsische Staatsministerium für Soziales und Verbraucherschutz leitete er von 2015 bis 2019 den Geschäftsbereich „Gleichstellung und Integration“ und war ab 2020 Abteilungsleiter des Bereichs „Gesellschaftlicher Zusammenhalt“. Unter seiner Regie wurde das Integrationsgesetz für das Land Sachsen entwickelt und vorangetrieben.
Am 6. Juli 2021 wurde Sebastian Vogel von Staatsministerin Petra Köpping (Kabinett Kretschmer II) zum Staatssekretär des Sächsischen Staatsministeriums für Soziales und Gesellschaftlichen Zusammenhalt ernannt. Er wurde damit Nachfolger von Uwe Gaul, der zuvor in den einstweiligen Ruhestand versetzt worden war. Vogel war insbesondere für die Themen Integration und Gesellschaftlicher Zusammenhalt sowie Verbraucherschutz und Veterinärwesen, wozu auch die Bekämpfung der Afrikanischen Schweinepest gehört, zuständig.
Aufgrund eines vom Sächsischen Rechnungshof offiziell erst im Dezember 2023 vorgelegten, drei Monate vorab jedoch bereits geleakten Sonderberichts zur Vergabe von Fördermitteln für Integrationsmaßnahmen wurde Vogel von Staatsministerin Köpping im August 2023 zur Klärung der Vorwürfe bezüglich politischer und persönlicher Näheverhältnisse im beiderseitigen Einvernehmen in den einstweiligen Ruhestand versetzt. Ein auf Antrag der AfD-Fraktion eingesetzter Untersuchungsausschuss im Sächsischen Landtag zur „Praxis der Fördermittelvergabe im Sächsischen Sozialministerium“ stellt in seinem Abschlussbericht vom September 2024 hierzu fest: „Dem Untersuchungsausschuss wurden keine Tatsachen bekannt, die einen kausalen Zusammenhang zwischen persönlichen oder politischen „Näheverhältnissen“ und entsprechenden Fördermittelbewilligungen belegen.“ Zudem werden die Vorwürfe des Sächsischen Rechnungshofs zum Verstoß gegen das Neutralitätsgebot deutlich entkräftet: „Es liegen weder Anhaltspunkte für eine zielgerichtete Unterstützung der politischen Tätigkeit von Zuwendungsempfängern durch das SMS noch Belege für eine tatsächliche Beeinflussung der politischen Willensbildung durch fördermittelfinanzierte Projekte oder Projektteile vor.“ Der Sächsische Rechnungshof stand aufgrund seiner im Sonderbericht angewandten Interpretation des staatlichen Neutralitätsgebots selbst in der Kritik.
Vogel ist langjährig in der Humanitären Hilfe engagiert und ehrenamtlich bei der Tafel Dresden tätig; seit Februar 2024 arbeitet Vogel beim sächsischen Landesverband der Johanniter Unfallhilfe.

## Privates
Vogel lebt in Dresden und ist Vater von zwei Kindern.